# Патичино
Патичино или Патечино, или Патечина (на гръцки: Πάτημα, Патима; до 1926 година: Πάτοτσιν, Патоцин; на румънски: Paticina) е бивше село в Република Гърция, на територията на дем Воден (Едеса), област Централна Македония.

## География
Развалините на селото са разположени на 1030 m надморска височина в планината Нидже, източно от Ослово (Панагица), близо до старото село Турице.

## История

### В Османската империя
Селото е било българско, напуснато в немирните години на XVIII век. Във втората половина на XIX век власи номади от Епир купуват мястото от турски бег от Ослово и селото е изградено отново.
В 1848 година руският славист Виктор Григорович описва в „Очерк путешествия по Европейской Турции“ Пачетин като българско село. Според статистиката на Васил Кънчов („Македония. Етнография и статистика“) в 1900 година в Патичино живеят 100 българи.
След Илинденското въстание цялото село минава под върховенството на Българската екзархия. По данни на секретаря на екзархията Димитър Мишев (La Macédoine et sa Population Chrétienne) в 1905 година в Патичин (Patitchin) има 72 българи екзархисти.
Според румънски източници Патичино е арумънско село.

### В Гърция
През Балканската война селото е окупирано от гръцки части и остава в Гърция след Междусъюзническата война. Селото е влашко според преброяванията от 1913 и 1920 година. Боривое Милоевич пише в 1921 година („Южна Македония“), че Патечин има 150 къщи власи християни. Под влияние на румънската пропаганда част от жителите на селото заедно с тези на Къдрево емигрират в Румъния. Други се заселват във Воден и Негуш.
В 1926 селото е прекръстено на Патима.
Селото е изгорено от германците през януари 1944 година. След това пострадва и в Гражданската война и в зимата на 1947 година властите изселват населението му във Воден.
| Година    | 1913 | 1920 | 1928 | 1940 | 1951 | 1961 | 1971 | 1981 | 1991 | 2001 | 2011 | 2021 |
| --------- | ---- | ---- | ---- | ---- | ---- | ---- | ---- | ---- | ---- | ---- | ---- | ---- |
| Население | 216  | 325  | 185  | 91   |      |      |      |      |      |      |      |      |

## Личности
Родени в Патичино
- Анастасие Фоту (1923 – 1996), румънски духовник